# Les Pillards du Kansas
Pour plus de détails, voir Fiche technique et Distribution.
Les Pillards du Kansas (Quantrill's Raiders) est un western américain sorti en 1958, réalisé par Edward Bernds.

## Synopsis
Un groupe de guérilla pendant la guerre de Sécession, envisage l'attaque d'un arsenal au Kansas.

## Fiche technique
- Titres français : Les Pillards du Kansas ou La Chevauchée des parias[1]
- Titre original américain : Quantrill's Raiders
- Réalisation : Edward Bernds
- Scénario : Polly James (en)
- Genre : western
- Musique : Marlin Skiles
- Production : Ben Schwalb pour Allied Artists Pictures
- Photographie : William P. Whitley
- Format d'image : DeLuxe Color, CinemaScope
- Montage : William Austin
- Durée : 71 min
- Pays de production :  États-Unis
- Langue : anglais
- Dates de sortie : 
  - États-Unis : 27 avril 1958
  - France : 5 décembre 1958[1]

## Distribution
- Steve Cochran : Wes
- Diane Brewster : Sue
- Leo Gordon : Quantrill
- Gale Robbins : Kate
- Will Wright : juge
- Kim Charney : Joel
- Myron Healey : Jarrett
- Robert Foulk : Hager
- Glenn Strange : Todd
- Lane Chandler : shérif
- Guy Prescott : major
- Thomas Browne Henry (en) : Griggs